# Haludaria melanampyx
Haludaria melanampyx (Day, 1865) è un pesce osseo d'acqua dolce appartenente alla famiglia Cyprinidae.

## Distribuzione e habitat
Endemico dell'India sudoccidentale, nella regione di Goa e sui monti Ghati occidentali. Vive in ruscelli di montagna.

## Descrizione
Raggiunge i 7,5 cm e le femmine sono leggermente più grandi dei maschi. Il corpo presenta fasce nere abbastanza ampie.

## Biologia

### Comportamento
Nuota in piccoli gruppi.

### Alimentazione
È onnivoro.

### Riproduzione
È oviparo e non ci sono cure verso le uova. A differenza della maggior parte dei pesci delle zone monsoniche, non si riproduce durante la stagione delle piogge.

## Tassonomia
Nel 2012 era stato classificato come Dravidia melanampyx, ma il genere Dravidia era già un genere di insetti della famiglia Sarcophagidae.

## Acquariofilia
Non è una specie particolarmente comune in acquario.